# Dylan Ferguson
Dylan Ferguson (ur. 10 sierpnia 1988 w Amesbury) – amerykański narciarz dowolny. Specjalizuje się w skokach akrobatycznych. Został powołany na igrzyska w Vancouver w 2010 roku, jednak ostatecznie nie wziął w nich udziału, ze względu na operację usunięcia wyrostka robaczkowego, którą przeszedł na krótko przed igrzyskami. Jego miejsce zajął Scotty Bahrke. W 2009 roku zajął siódme miejsce na mistrzostwach świata w Inawashiro. Najlepsze wyniki osiągnął w sezonie 2011/2012, kiedy to zajął 13. miejsce w klasyfikacji generalnej, a w klasyfikacji skoków akrobatycznych był czwarty. W 2014 roku zakończył karierę.

## Osiągnięcia

### Mistrzostwa świata
| Miejsce | Dzień    | Rok  | Miejscowość          | Konkurencja        | Zwycięzca        |
| ------- | -------- | ---- | -------------------- | ------------------ | ---------------- |
| 25.     | 10 marca | 2007 | Madonna di Campiglio | Skoki akrobatyczne | Han Xiaopeng     |
| 7.      | 4 marca  | 2009 | Inawashiro           | Skoki akrobatyczne | Ryan St. Onge    |
| 25.     | 4 lutego | 2011 | Deer Valley          | Skoki akrobatyczne | Warren Shouldice |
| 11.     | 7 marca  | 2013 | Voss                 | Skoki akrobatyczne | Qi Guangpu       |

### Puchar Świata

#### Miejsca w klasyfikacji generalnej
- sezon 2006/2007: 67.
- sezon 2007/2008: 67.
- sezon 2008/2009: 69.
- sezon 2009/2010: 37.
- sezon 2010/2011: 52.
- sezon 2011/2012: 13.
- sezon 2012/2013: 15.
- sezon 2013/2014: 19.

#### Miejsca na podium w zawodach
1. Kreischberg – 17 lutego 2012 (skoki akrobatyczne) – 3. miejsce
2. Deer Valley – 3 lutego 2012 (skoki akrobatyczne) – 2. miejsce
3. Bukowel – 23 lutego 2013 (skoki akrobatyczne) – 2. miejsce